# A. S. Byatt
Antonia Susan Byatt, plus connue sous la signature A. S. Byatt, née Antonia Susan Drabble le 24 août 1936 à Sheffield en Angleterre et morte le 16 novembre 2023 à Londres en Angleterre, est une écrivaine britannique, dont l'une des œuvres a été couronnée par le Booker Prize en 1990. C'est aussi la sœur de Margaret Drabble.

## Biographie
Née Antonia Susan Drabble en 1936,, A. S. Byatt est la deuxième fille de John Drabble, conseiller de la reine, et de Kathleen Bloor, une spécialiste de l'œuvre de Robert Browning. Sa sœur cadette, Margaret Drabble, est également une romancière connue,. 
Elle fait une partie de ses études dans une institution quaker, mais refuse d'adhérer à cette croyance. Ses années d'études sont de plus marquées par des conflits fréquents avec sa mère autoritaire. Elle entreprend des études supérieures au Newnham College (Université de Cambridge), à Bryn Mawr en Pennsylvanie (États-Unis) et au Somerville College (Université d’Oxford), mais ses travaux de recherches au sein de cette dernière institution prennent fin avec son premier mariage. Elle enseigne pendant une vingtaine d'années l'histoire de l'art et la littérature, de 1962 à 1971 au département de l'enseignement continu de l'Université de Londres, puis une année à la Central School of Art and Design, avant d'accepter un poste de professeur à l’University College de Londres de 1972 à 1983. Se consacrant par la suite uniquement à l’écriture, A. S. Byatt publie plusieurs romans, dont le plus connu demeure Possession, lauréat du Booker Prize en 1990.
Plusieurs de ses créations littéraires ont été  adaptés au cinéma, telles Des anges et des insectes (Angels and Insects) en 1995, d'après le roman éponyme, et Possession en 2002.
Renommée également pour ses nouvelles, A. S. Byatt semble être influencée dans ce genre par Henry James et George Eliot, ainsi que par Emily Dickinson, T. S. Eliot et Robert Browning, dans la mesure où elle conjugue le naturalisme et l’imaginaire de la littérature victorienne. Elle choisit de présenter l’imaginaire non comme une évasion, mais comme une alternative à la vie quotidienne, créant une sorte de genre en partie réaliste, en partie expérimental, souvent qualifié d’« hybride ». Elle a écrit également de nombreux ouvrages, préfaces et articles sur la littérature ou sur la peinture.
Outre ses ouvrages de fiction, A. S. Byatt fait également paraître divers travaux critiques, notamment des études sur l’œuvre de la romancière Iris Murdoch.
Son premier roman, L'Ombre du soleil (Shadow of a Sun), publié en 1964, est le récit d’une jeune fille qui grandit dans l’ombre d’un père dominateur. Ce roman est suivi par The Game (1967), étude des relations entre deux sœurs.
La Vierge dans le jardin (The Virgin in the Garden), paru en 1978, est le premier volume d’une tétralogie portant sur l’histoire d’une famille du Yorkshire. Cette saga se poursuit dans Nature morte (Still Life, 1985) et La Tour de Babel (Babel Tower, 1996). Le quatrième et dernier roman de la tétralogie a pour titre Une femme qui siffle (A Whistling Woman, 2002). L’ensemble décrit l’Angleterre du milieu du XXe siècle, avec comme personnage principal Frederica, une femme « bas–bleu », l’une des premières à étudier à l'université de Cambridge, ensuite divorcée, refaisant sa vie à Londres. Les deux derniers volumes couvrent les années 1960 et abordent les utopies et rêves de révolution de l’époque.
En 2009, A. S. Byatt remporte le Grand Prix du Festival Metropolis bleu.
Elle reçoit le prix Erasmus 2016.
Elle meurt le 16 novembre 2023, à 87 ans.

## Œuvre

### Romans

#### Tétralogie du Yorkshire
- La Vierge dans le jardin, Flammarion, 1999 ((en) The Virgin in the Garden, Chatto & Windus, 1978), trad. Jean-Louis Chevalier  (ISBN 2-08-067200-2)
- Nature morte, Flammarion, 2000 ((en) Still Life, Chatto & Windus, 1985), trad. Jean-Louis Chevalier  (ISBN 2-08-067199-5)
- La Tour de Babel, Flammarion, 2001 ((en) Babel Tower, Chatto & Windus, 1996), trad. Jean-Louis Chevalier  (ISBN 2-08-068132-X)
- Une femme qui siffle, Flammarion, 2003 ((en) A Whistling Woman, Chatto & Windus, 2002), trad. Jean-Louis Chevalier  (ISBN 2-08-068446-9)

#### Autres romans
- L'Ombre du soleil, Flammarion, 2009 ((en) Shadow of a Sun, Chatto & Windus, 1964), trad. Jean-Louis Chevalier  (ISBN 978-2-08-121457-6)
- (en) The Game, Chatto & Windus, 1967
- Possession, Flammarion, 1993 ((en) Possession : A Romance, Chatto & Windus, 1990), trad. Jean-Louis Chevalier  (ISBN 2-08-066587-1)
- Des anges et des insectes, Flammarion, 1995 ((en) Angels and Insects, Chatto & Windus, 1992), trad. Jean-Louis Chevalier  (ISBN 2-08-066914-1)
- Le Conte du biographe, Denoël, 2005 ((en) The Biographer's Tale, Chatto & Windus, 2000), trad. Jean-Louis Chevalier  (ISBN 2-207-25167-5)
- Le Livre des enfants, Flammarion, 2011 ((en) The Children's Book, Chatto & Windus, 2009), trad. Pascal Bataillard et Laurence Petit  (ISBN 978-2-08-123231-0)
- La Fin des dieux, Flammarion, 2014 ((en) Ragnarok: The End of the Gods, Canongate, 2011), trad. Pascal Bataillard et Laurence Petit  (ISBN 978-2-08-120263-4)
- Le Djinn dans l'œil-de-rossignol, Denoël, 1999 ((en) The Djinn in the Nightingale's Eye, Chatto & Windus, 1994), trad. Jean-Louis Chevalier  (ISBN 2-207-24880-1)

### Recueils de nouvelles
- Le Fantôme de juillet, Cendres, 1989, trad. Jean-Louis Chevalier  (ISBN 2-86742-033-4)Recueil de deux nouvelles, Le Fantôme de juillet et Dans la Volute du précipice, sans équivalent en langue anglaise
- Le Sucre, Cendres, 1989 ((en) Sugar and Other Stories, Chatto & Windus, 1987), trad. Jean-Louis Chevalier
- Histoires pour Matisse, Flammarion, 1997 ((en) The Matisse Stories, Chatto & Windus, 1993), trad. Jean-Louis Chevalier  (ISBN 2-08-066912-5)
- Histoires de feu et de glace, Denoël, 2002 ((en) Elementals : Stories of Fire and Ice, Chatto & Windus, 1998), trad. Jean-Louis Chevalier  (ISBN 2-207-25120-9)
- Petits contes noirs, Flammarion, 2006 ((en) Little Black Book of Stories, Chatto & Windus, 2003), trad. Jean-Louis Chevalier  (ISBN 2-08-068743-3)

### Essais et biographies
- (en) Degrees of Freedom : The Early Novels of Iris Murdoch, Chatto & Windus, 1965
- (en) Unruly Times : Wordsworth and Coleridge, Poetry and Life, Hogarth Press, 1989
- (en) Passions of the Mind : Selected Writings, Chatto & Windus, 1991
- (en) Imagining Characters : Six Conversations about Women Writers, Chatto & Windus, 1995Écrit avec Ignes Sodre.
- (en) On Histories and Stories : Selected Essays, Chatto & Windus, 2000
- (en) Portraits in Fiction, Chatto & Windus, 2001

## Comme éditrice
- (en) Wordsworth and Coleridge in Their Time, Nelson, 1970
- (en) Iris Murdoch : A Critical Study, Longman, 1976
- (en) George Eliot : Selected Essays, Poems and Other Writings, Penguin, 1990Édité avec Nicholas Warren
- (en) New Writing Volume 4, Vintage, 1995Édité avec Alan Hollinghurst
- (en) New Writing Volume 6, Vintage, 1997Édité avec Peter Porter
- (en) Oxford Book of English Short Stories, Oxford University Press, 1998
- (en) The Bird Hand Book, Graphis, 2001Avec des photographies par Victor Schrager

## Adaptations cinématographiques
- 1995 : Des anges et des insectes (Angels and Insects), film américano-britannique réalisé par Philip Haas, avec Mark Rylance et Kristin Scott Thomas
- 2002 : Possession, film américano-britannique réalisé par Neil LaBute, avec Gwyneth Paltrow, Aaron Eckhart, Jeremy Northam et Jennifer Ehle
- 2018 : Medusa's Ankles, court-métrage américano-britannique réalisée par Bonnie Wright, avec Kerry Fox et Jason Isaccs
- 2022 : Trois mille ans à t'attendre (Three Thousand Years of Longing), film américano-australien réalisé par George Miller, avec Tilda Swinton et Idris Elba, d'après The Djinn in the Nightingale's Eye.